# أليكس ساندرو سانتانا دي أوليفيرا
أليكس ساندرو سانتانا دي أوليفيرا (بالبرتغالية: Alex Sandro Santana de Oliveira‏) (مواليد 30 أكتوبر 1973)، هو لاعب كرة قدم سابق كان يلعب كمهاجم.

## وصلات خارجية
- أليكس ساندرو سانتانا دي أوليفيرا على موقع اتحاد تركيا (لاعب) (الإنجليزية)
- أليكس ساندرو سانتانا دي أوليفيرا على موقع رابطة كرة القدم اليابانية للمحترفين (اليابانية)
- أليكس ساندرو سانتانا دي أوليفيرا على موقع قاعدة بيانات كرة القدم.إي يو (الإنجليزية)
- أليكس ساندرو سانتانا دي أوليفيرا على موقع Soccerway.com (الإنجليزية)
- أليكس ساندرو سانتانا دي أوليفيرا على موقع عالم كرة القدم.نت (الإنجليزية)